# Find a Grave
Find A Grave este un site comercial care permite publicului să acceseze și să adauge informații într-o bază de date cu înregistrări despre cimitire.
Site-ul a fost creat în 1995 de către  rezidentul din Salt Lake City Jim Tipton, care a vrut să creeze un website pentru a-și satisface hobby-ul său de a vizita mormintele celebrităților.  A adăugat mai târziu un forum on-line. 
În iunie 2013, site-ul conține peste 100 de milioane de înregistrări ale unor înmormântări din întreaga lume.

## Legături externe
- Site web oficial